# اتریک (ویرجینیا)
اتریک (به انگلیسی: Ettrick) یک منطقهٔ مسکونی در ایالات متحده آمریکا است که در شهرستان چسترفیلد، ویرجینیا واقع شده‌است. اتریک ۷٫۸ کیلومتر مربع مساحت و ۶٬۶۸۲ نفر جمعیت دارد و ۳۲ متر بالاتر از سطح دریا واقع شده‌است.